# Inscriptions de Kebon Kopi

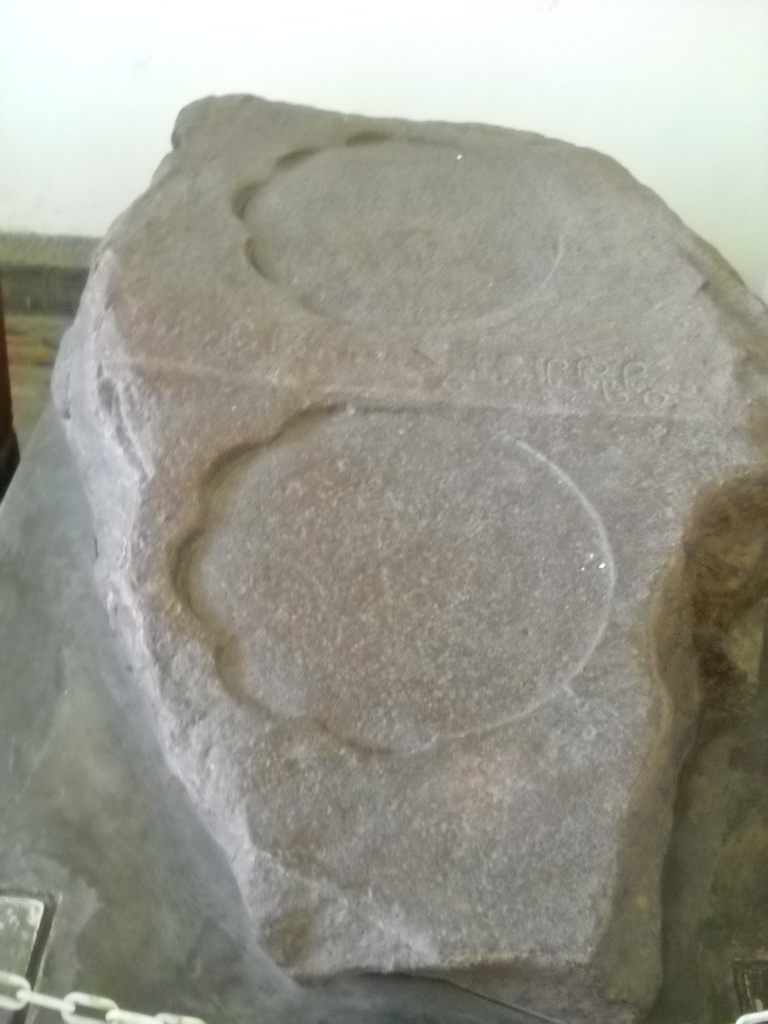
L'inscription de Kebon Kopi de 450 apr. J.-C.

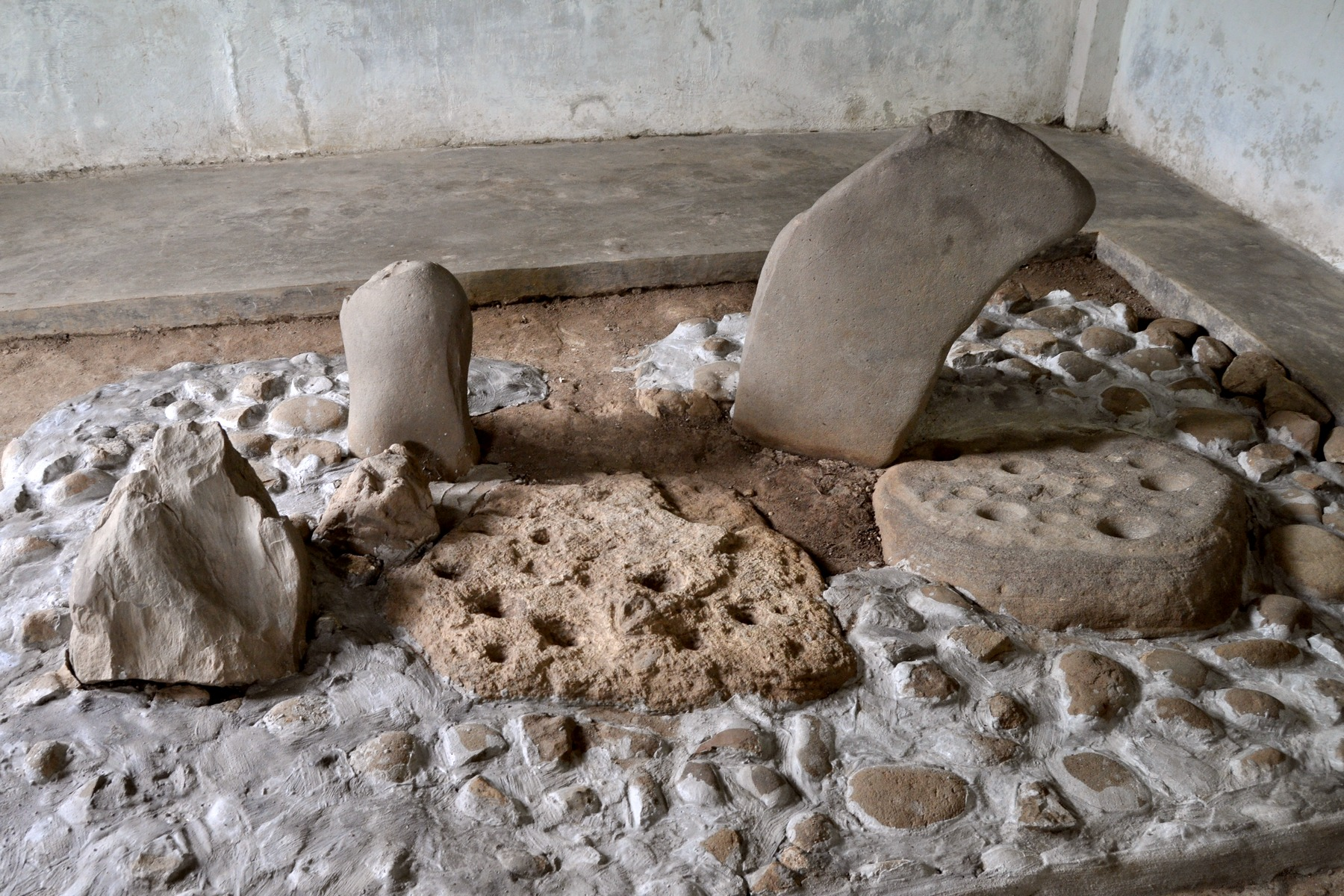
La Batu Dakon

L'expression « inscriptions de Kebon Kopi » désigne deux inscriptions différentes, toutes deux trouvées dans ce lieu situé dans le village de Kampung Muara près de Bogor, dans la province indonésienne de Java occidental :
- L'inscription de Kebon Kopi I : également appelée Tapak Gajah (« empreintes d'éléphant »), elle a été découverte en 1864, lors d'un défrichement pour créer une plantation de café, kebon kopi en malais, d'où son nom. Elle consiste en une pierre sur laquelle sont gravés des empreintes d'éléphants ainsi qu'un texte en alphabet pallava du Sud de l'Inde, et en sanscrit :

Jayavisalasya Tarumendrasya hastinah

Airwavatabhasya vibhatidam padadvayam
qui signifie :
« Ici est dessinée une paire de traces de pied

Semblable à Airawata, le grand seigneur de Taruma et (?) victoire. »
On date cette inscription des alentours de l'an 450 apr. J.-C. et l'attribue au roi Purnawarman de Tarumanagara.
- L'inscription de Kebon Kopi II : également appelée Batu Dakon (« pierre en forme de congklak »), datée de 932 apr. J.-C. et rédigée en malais, elle mentionne un « roi de Sunda ».

## Source
- Sufa, Theresia, « Remnants of Java’s oldest kingdom », The Jakarta Post, 9 janvier 2010